# Смокович
Смокович (хорв. Smoković) — населений пункт у Хорватії, в Задарській жупанії у складі громади Земуник-Доній.

## Населення
Населення за даними перепису 2011 року становило 110 осіб.
Динаміка чисельності населення поселення:

## Клімат
Середня річна температура становить 13,99 °C, середня максимальна – 28,49 °C, а середня мінімальна – -0,44 °C. Середня річна кількість опадів – 899 мм.
| Клімат поселення                              | Клімат поселення | Клімат поселення | Клімат поселення | Клімат поселення | Клімат поселення | Клімат поселення | Клімат поселення | Клімат поселення | Клімат поселення | Клімат поселення | Клімат поселення | Клімат поселення | Клімат поселення |
| Показник                                      | Січ.             | Лют.             | Бер.             | Квіт.            | Трав.            | Черв.            | Лип.             | Серп.            | Вер.             | Жовт.            | Лист.            | Груд.            |                  |
| Середній максимум, °C                         | 10,86            | 11,98            | 14,77            | 17,91            | 22,42            | 26,14            | 28,49            | 27,92            | 24,05            | 19,72            | 14,10            | 11,11            |                  |
| Середня температура, °C                       | 5,20             | 6,33             | 9,11             | 12,27            | 16,78            | 20,48            | 23,87            | 23,29            | 19,43            | 15,09            | 9,50             | 6,50             |                  |
| Середній мінімум, °C                          | −0,44            | 0,70             | 3,46             | 6,62             | 11,12            | 14,85            | 19,26            | 18,67            | 14,82            | 10,48            | 4,86             | 1,87             |                  |
| Норма опадів, мм                              | 74               | 65               | 69               | 75               | 68               | 57               | 34               | 52               | 99               | 107              | 105              | 94               |                  |
| Середньомісячна швидкість вітру, м/с          | 2.39             | 2.54             | 2.77             | 2.68             | 2.33             | 2.16             | 2.18             | 2.03             | 2.16             | 2.24             | 2.72             | 2.62             |                  |
| Середньомісячна сонячна радіація, кДж/м²·день | 4979             | 7692             | 11319            | 16103            | 20400            | 22525            | 24243            | 20961            | 15505            | 9862             | 5409             | 4274             |                  |
| --------------------------------------------- | ---------------- | ---------------- | ---------------- | ---------------- | ---------------- | ---------------- | ---------------- | ---------------- | ---------------- | ---------------- | ---------------- | ---------------- | ---------------- |
| Джерело:                                      |                  |                  |                  |                  |                  |                  |                  |                  |                  |                  |                  |                  |                  |